# رون هيل
رون هيل (بالإنجليزية: Ron Hill)‏ هو عداء مراثوني بريطاني، ولد في 25 سبتمبر 1938 في أكرينجتون في المملكة المتحدة.

## وصلات خارجية
- رون هيل على موقع الاتحاد الدولي لألعاب القوى (الإنجليزية)
- رون هيل على موقع أوليمبيديا (الإنجليزية)
- رون هيل على موقع اللجنة الأولمبية البريطانية (الإنجليزية)